# Elgin (Oklahoma)
Elgin – miasto w Stanach Zjednoczonych, w stanie Oklahoma, w hrabstwie Comanche.